# Mamadou Niang
Mamadou Niang (n. 13 octombrie 1979, Matam) este un fotbalist senegalez. El activează pentru echipa franceză Olympique de Marseille și a reprezentat Senegalul la Cupa Africii pe națiuni în 2004, 2006 și 2008.